# Serie B 1957-1958 (pallacanestro maschile)
Il campionato di Serie B di pallacanestro maschile 1957-1958 è stato il terzo dall'ultima riforma dei campionati.
Le squadre sono divise in 4 gironi all'italiana. Le prime classificate vengono promosse nella serie superiore. Successivamente in seguito alla rinuncia di alcune squadre della Serie A vengono ripescate le seconde classificate e quindi furono necessari degli spareggi. Retrocedono le ultime due classificate (nei gironi a 9 squadre solo l'ultima classificata)

## Girone A

### Classifica
|  |    | Classifica finale 1957-1958 | Pt | G  | V  | P  | GF   | GS  |
|  | -- | --------------------------- | -- | -- | -- | -- | ---- | --- |
|  | 1. | Libertas Biella             | 34 | 18 | 13 | 5  | 954  | 884 |
|  | 2. | Robur et Fides Varese       | 31 | 18 | 13 | 5  | 1097 | 895 |
|  | 3. | CUS Genova                  | 31 | 18 | 13 | 5  | 946  | 854 |
|  | 4. | CRDM La Spezia              | 30 | 18 | 12 | 6  | 879  | 861 |
|  | 5. | Pirelli Milano              | 28 | 18 | 10 | 8  | 901  | 818 |
|  | 6. | Sport Club Sanremo          | 25 | 18 | 7  | 11 | 820  | 929 |
|  | 7. | Ginnastica Torino           | 24 | 18 | 6  | 12 | 836  | 961 |
|  | 8. | CUS Modena                  | 23 | 18 | 5  | 13 | 713  | 842 |
|  | 9. | Argo Gallarate              | 22 | 18 | 4  | 14 | 803  | 964 |
|  | 9. | COMIT Milano                | 22 | 18 | 4  | 14 | 741  | 955 |

### Spareggio promozione
| Torino 28 settembre 1958 | Robur et Fides Varese | 57 – 55 | CUS Genova |  |

## Girone B

### Classifica
|  |    | Classifica finale 1957-1958 | Pt | G  | V  | P  | GF  | GS  |
|  | -- | --------------------------- | -- | -- | -- | -- | --- | --- |
|  | 1. | D'Alessandro Teramo         | 28 | 16 | 12 | 4  | 855 | 720 |
|  | 2. | Don Bosco Trieste           | 27 | 16 | 11 | 5  | 888 | 773 |
|  | 3. | Sant'Agostino Bologna       | 27 | 16 | 11 | 5  | 820 | 745 |
|  | 4. | Acegat Trieste              | 23 | 16 | 7  | 9  | 827 | 750 |
|  | 5. | Pallacanestro Bassano       | 23 | 16 | 7  | 9  | 759 | 769 |
|  | 6. | Safog Gorizia               | 23 | 16 | 7  | 9  | 801 | 836 |
|  | 7. | Zandonai Pesaro             | 22 | 16 | 6  | 10 | 714 | 797 |
|  | 8. | CUS Ferrara                 | 22 | 16 | 6  | 10 | 773 | 885 |
|  | 9. | Sangiorgese Basket          | 21 | 16 | 5  | 11 | 727 | 889 |

### Spareggio promozione
| 28 settembre 1958 | Don Bosco Trieste | ? – ? | CUS Genova |  |

## Girone C

### Classifica
|  |    | Classifica finale 1957-1958 | Pt  | G  | V  | P  | GF  | GS  |
|  | -- | --------------------------- | --- | -- | -- | -- | --- | --- |
|  | 1. | CUS Firenze                 | 31  | 18 | 13 | 5  | 898 | 816 |
|  | 2. | Mens Sana Siena             | 29  | 18 | 11 | 7  | 766 | 679 |
|  | 3. | Libertas Pistoia            | 29  | 18 | 11 | 7  | 870 | 805 |
|  | 4. | Olimpia Cagliari            | 29  | 18 | 11 | 7  | 916 | 855 |
|  | 5. | Esperia Cagliari            | 28  | 18 | 10 | 8  | 780 | 732 |
|  | 6. | Juventus Pontedera          | 28  | 18 | 10 | 8  | 777 | 822 |
|  | 7. | Amatori Carrara             | 27  | 18 | 9  | 9  | 827 | 776 |
|  | 8. | CUS Pisa                    | 25  | 18 | 7  | 11 | 730 | 775 |
|  | 9. | Atleti Montecatini          | 21* | 18 | 4  | 14 | 674 | 825 |
|  | 9. | Libertas Pisa               | 21* | 18 | 4  | 14 | 677 | 842 |

- un punto di penalizzazione

### Spareggi promozione
| Roma 27 settembre 1958 | Olimpia Cagliari | ? – ? | Libertas Pistoia |  |

| Roma 28 settembre 1958 | Mens Sana Siena | 53 – 41 | Libertas Pistoia |  |

| Roma 28 settembre 1958 | Olimpia Cagliari | 53 – 36 | Mens Sana Siena |  |

## Girone D

### Classifica
|  |    | Classifica finale 1957-1958 | Pt | G  | V  | P  | GF  | GS  |
|  | -- | --------------------------- | -- | -- | -- | -- | --- | --- |
|  | 1. | CUS Messina                 | 28 | 16 | 12 | 4  | 870 | 681 |
|  | 2. | Giuliana Roma               | 28 | 16 | 12 | 4  | 763 | 636 |
|  | 3. | Partenope Napoli Basket     | 25 | 16 | 9  | 7  | 813 | 799 |
|  | 4. | Juventus Caserta            | 25 | 16 | 9  | 7  | 719 | 721 |
|  | 5. | Libertas Benevento          | 24 | 16 | 8  | 8  | 718 | 760 |
|  | 6. | Scalfaro Catanzaro          | 23 | 16 | 7  | 9  | 608 | 607 |
|  | 7. | Libertas Palermo            | 21 | 16 | 5  | 11 | 814 | 866 |
|  | 8. | CUS Napoli                  | 21 | 16 | 5  | 11 | 683 | 737 |
|  | 9. | Folgore Nocera              | 21 | 16 | 5  | 11 | 580 | 763 |

- La Libertas Taranto ha rinunciato ad iscriversi al campionato di Serie B

## Spareggio promozione
| Salerno 20 aprile 1958 | Giuliana Roma | 62 – 53 | CUS Messina |  |

## Verdetti
- Promosse in Serie A: 
  - Libertas Biella
  - CUS Firenze
  - D'Alessandro Teramo
  - Giuliana Roma
Formazione: Claudi, Noli, Rosati, Giacobi, Sincich, Knafelz, Bonatelli, Lombardi, Zeppieri, Perruggia. Allenatore: Cafiero Perrella.
- Ripescate: Robur et Fides Varese; Don Bosco Trieste; Olimpia Cagliari, il CUS Messina rinuncerà.
- Il Partenope Napoli Basket si fonderà con la Pallacanestro Napoli militante in serie A